# Alejandro Peláez
Alejandro Jair Peláez Correa (México, Distrito Federal, 4 de febrero de 1994) Es un futbolista mexicano que se desempeña como portero. Actualmente juega para el Deportivo Malacateco.

## Trayectoria

### Cruz Azul (2017 - 2019)
Tomas Boy hace que debute en Copa MX en un encuentro contra Atlante.
El lunes 17 de julio de 2017 jugó en el partido amistoso contra el FC Porto de Portugal, en el que tuvo una actuación destacada, y en la serie de penales atajó dos de los cinco disparos del Porto, dándole la victoria a Cruz Azul.

Loros de Colima (2019 - 2020)
En el Torneo Apertura 2019-20 de la entonces Liga de Ascenso MX es cedido al Club Loros de la Universidad de Colima. Ahí no tuvo demasiada participación, pues no disputó un solo partido como titular en todo el torneo.

Cruz Azul Hidalgo (2020 - 2021)
Finalizada la cesión con el club colimense, regresa a Cruz Azul donde fue cedido de inmediato a la extinta filial Cruz Azul Hidalgo de la Liga Premier MX, tercera categoría en la pirámide del futbol mexicano. Ahí disputó la final por el ascenso contra el Club Deportivo Irapuato.

Sporting Canamy (2021)
Finalizada la cesión con Cruz Azul Hidalgo, llega como agente libre a Sporting Canamy, también de la Liga Premier MX. 

Cafetaleros (2021 - 2022)
Posteriormente llega a Cafetaleros de Chiapas. Ahí tuvo una participación destacada, pues su equipo llegó hasta la semifinal de la competencia, empatando a ceros contra Alacranes de Durango. Por la posición en la tabla, el equipo duranguense disputó la final.

Alacranes de Durango (2022 - 2023)
En el Torneo Apertura 2022-23 es presentado por el glorioso y más grande club de la Segunda División Mexicana, el todopoderoso Club Alacranes de Durango. En Durango por fin pudo establecerse, pues ha sido titular a lo largo del torneo.
Deportivo Malacateco (2023-Actualmente)
El 24 de junio del 2023 se hace oficial su fichaje al Deportivo Malacateco de la Liga de Guatemala.

## Clubes
| Club                   | País   | Año             |
| ---------------------- | ------ | --------------- |
| Cruz Azul              | México | 2016 - 2019     |
| Loros de Colima        | México | 2019 - 2020     |
| Cruz Azul Hidalgo      | México | 2020 - 2021     |
| Sporting Canamy        | México | 2021            |
| Cafetaleros de Chiapas | México | 2021 - 2021     |
| Alacranes de Durango   | México | 2022 - presente |

## Palmarés

### Campeonatos nacionales
| Título      | Club      | País   | Año  |
| ----------- | --------- | ------ | ---- |
| Copa México | Cruz Azul | México | 2018 |

### Campeonatos amistosos
| Título            | Club      | País   | Año  |
| ----------------- | --------- | ------ | ---- |
| Súper Copa Tecate | Cruz Azul | México | 2017 |

- Datos: Q23927865